# Правая Седловинская
Правая Седловинская — река в России, на полуострове Камчатка. Протекает по Елизовскому району Камчатского края. Правый приток Левой Налычевы. Длина — 18 км.
Берёт начало на северных склонах вулкана Корякская Сопка. Протекает по территории природного парка «Налычево». Высота устья — 263,0 м над уровнем моря.
В бассейне реки находятся минеральные источники.
По данным государственного водного реестра России относится к Анадыро-Колымскому бассейновому округу. Код водного объекта — 19070000212120000022308.